# Lliga cèltica de rugbi 2018-2019
La Lliga cèltica de rugbi 2018-2019 és la temporada 2018-2019 de la Lliga cèltica de rugbi on el vigent campió són el Leinster Rugby que defensa el títol aconseguit l'any passat, s'inicià el 31 d'agost del 2018. S'acabà el 25 de maig del 2019 amb la victòria del Leinster Rugby de la competició per segona vegada de seguida.

## Fase preliminar
| Clubs                  | BRT            | CB      | TC      | CR      | ER             | GW      | SK              | S       | LR      | MR      | NGD     | O       | UR      | Z       |
| ---------------------- | -------------- | ------- | ------- | ------- | -------------- | ------- | --------------- | ------- | ------- | ------- | ------- | ------- | ------- | ------- |
| Benetton Rugby Treviso |                | 27 – 25 |         |         | 18 – 10        | 20 – 17 | 28 – 5          | 25 – 19 | 3 – 31  | 28 – 37 | 57 – 7  |         | 10 – 15 | 28 – 10 |
| Cardiff Blues          |                |         | 24 – 21 | 8 – 7   |                | 34 – 38 | 26 – 19         | 41 – 17 | 32 – 33 | 37 – 13 | 19 – 16 | 23 – 26 |         | 37 – 0  |
| Toyota Cheetahs        | 31 – 25        | 21 – 10 |         | 17 – 21 |                | 24 – 52 | 40 – 36 61 – 25 |         |         | 26 – 30 | 38 – 13 | 14 – 31 | 39 – 39 | 61 – 28 |
| Connacht Rugby         | 29 – 14        | 29 – 22 | 25 – 17 |         |                | 26 – 27 |                 | 33 – 20 | 3 – 20  | 24 – 31 | 33 – 12 | 46 – 5  | 21 – 12 | 32 – 13 |
| Edinburgh Rugby        | 31 – 30        | 17 – 19 | 37 – 21 | 17 – 10 |                | 23 – 7  | 38 – 0          | 31 – 21 | 28 – 11 |         | 34 – 17 |         | 7 – 29  |         |
| Glasgow Warriors       |                | 40 – 15 | 35 – 17 | 43 – 17 | 8 – 16 34 – 10 |         |                 | 29 – 20 |         | 25 – 10 | 29 – 13 | 9 – 3   | 30 – 7  | 36 – 8  |
| Southern Kings         | 19 – 22        |         | 17 – 24 | 14 – 31 | 25 – 21        | 38 – 28 |                 | 34 – 41 | 31 – 38 |         | 18 – 18 | 7 – 43  | 7 – 28  |         |
| Scarlets               | 38 – 29        | 8 – 34  | 43 – 21 |         | 12 – 20        |         | 54 – 14         |         | 23 – 21 | 10 – 6  | 22 – 13 | 20 – 17 | 29 – 12 | 42 – 0  |
| Leinster Rugby         | 27 – 27        |         | 19 – 7  | 33 – 29 | 31 – 7         | 24 – 39 | 59 – 19         | 22 – 17 |         | 30 – 22 | 52 – 10 | 52 – 7  | 40 – 7  |         |
| Munster Rugby          |                | 45 – 21 | 38 – 0  | 27 – 14 | 44 – 14        | 25 – 24 | 43 – 0          |         | 26 – 17 |         |         | 49 – 13 | 64 – 7  | 31 – 12 |
| Newport Gwent Dragons  | 17 – 21        | 15 – 23 |         |         | 18 – 12        |         | 27 – 22         | 34 – 32 | 10 – 59 | 7 – 8   |         | 23 – 22 | 15 – 28 | 16 – 5  |
| Ospreys Rugby          | 27 – 10        | 20 – 11 | 46 – 14 | 22 – 17 | 17 – 13        | 20 – 29 |                 | 19 – 12 |         | 13 – 19 | 29 – 20 |         | 0 – 8   | 43 – 0  |
| Ulster Rugby           | 17 – 17        | 16 – 12 |         | 15 – 22 | 30 – 29        |         | 33 – 19         | 15 – 13 | 14 – 13 | 19 – 12 | 36 – 18 |         |         | 54 – 7  |
| Zebre                  | 8 – 10 11 – 25 | 26 – 24 | 12 – 27 | 5 – 6   | 34 – 16        | 10 – 42 | 32 – 16         |         | 24 – 40 | 7 – 32  |         | 8 – 22  |         |         |

## Classificació
| Classificació general de la Lliga cèltica | Classificació general de la Lliga cèltica | Classificació general de la Lliga cèltica | Classificació general de la Lliga cèltica | Classificació general de la Lliga cèltica | Classificació general de la Lliga cèltica | Classificació general de la Lliga cèltica | Classificació general de la Lliga cèltica | Classificació general de la Lliga cèltica | Classificació general de la Lliga cèltica | Classificació general de la Lliga cèltica | Classificació general de la Lliga cèltica | Classificació general de la Lliga cèltica | Classificació general de la Lliga cèltica | Classificació general de la Lliga cèltica |
| Conferència A                             | Conferència A                             | Conferència A                             | Conferència A                             | Conferència A                             | Conferència A                             | Conferència A                             | Conferència A                             | Conferència A                             | Conferència A                             | Conferència A                             | Conferència A                             | Conferència A                             | Conferència A                             | Conferència A                             |
| Class.                                    | Clubs                                     | Pts                                       | J                                         | G                                         | E                                         | P                                         | B0                                        | BD                                        | pf                                        | pc                                        | p±                                        | af                                        | ac                                        | a±                                        |
| ----------------------------------------- | ----------------------------------------- | ----------------------------------------- | ----------------------------------------- | ----------------------------------------- | ----------------------------------------- | ----------------------------------------- | ----------------------------------------- | ----------------------------------------- | ----------------------------------------- | ----------------------------------------- | ----------------------------------------- | ----------------------------------------- | ----------------------------------------- | ----------------------------------------- |
| 1.                                        | Glasgow Warriors                          | 81                                        | 21                                        | 16                                        | 0                                         | 5                                         | 15                                        | 2                                         | 621                                       | 380                                       | 241                                       | 83                                        | 48                                        | 35                                        |
| 2.                                        | Munster Rugby                             | 77                                        | 21                                        | 16                                        | 0                                         | 5                                         | 11                                        | 2                                         | 612                                       | 348                                       | 264                                       | 82                                        | 44                                        | 38                                        |
| 3.                                        | Connacht Rugby                            | 61                                        | 21                                        | 12                                        | 0                                         | 9                                         | 7                                         | 6                                         | 475                                       | 394                                       | 81                                        | 60                                        | 55                                        | 5                                         |
| 4.                                        | Ospreys Rugby                             | 58                                        | 21                                        | 12                                        | 0                                         | 9                                         | 6                                         | 4                                         | 445                                       | 404                                       | 41                                        | 53                                        | 47                                        | 6                                         |
| 5.                                        | Cardiff Blues                             | 54                                        | 21                                        | 10                                        | 0                                         | 11                                        | 7                                         | 7                                         | 497                                       | 451                                       | 46                                        | 60                                        | 58                                        | 2                                         |
| 6.                                        | Toyota Cheetahs                           | 46                                        | 21                                        | 8                                         | 1                                         | 12                                        | 9                                         | 3                                         | 541                                       | 606                                       | -65                                       | 80                                        | 80                                        | 0                                         |
| 7.                                        | Zebre                                     | 19                                        | 21                                        | 3                                         | 0                                         | 18                                        | 5                                         | 2                                         | 260                                       | 640                                       | -380                                      | 35                                        | 86                                        | -51                                       |
| Conferència B                             |                                           |                                           |                                           |                                           |                                           |                                           |                                           |                                           |                                           |                                           |                                           |                                           |                                           |                                           |
| Class.                                    | Clubs                                     | Pts                                       | J                                         | G                                         | E                                         | P                                         | B0                                        | BD                                        | pf                                        | pc                                        | p±                                        | af                                        | ac                                        | a±                                        |
| 1.                                        | Leinster Rugby                            | 76                                        | 21                                        | 15                                        | 1                                         | 5                                         | 12                                        | 2                                         | 672                                       | 385                                       | 287                                       | 95                                        | 49                                        | 46                                        |
| 2.                                        | Ulster Rugby                              | 63                                        | 21                                        | 13                                        | 2                                         | 6                                         | 6                                         | 1                                         | 441                                       | 424                                       | 17                                        | 58                                        | 54                                        | 4                                         |
| 3.                                        | Benetton Rugby Treviso                    | 57                                        | 21                                        | 11                                        | 2                                         | 8                                         | 6                                         | 3                                         | 474                                       | 431                                       | 43                                        | 63                                        | 55                                        | 8                                         |
| 4.                                        | Scarlets                                  | 52                                        | 21                                        | 10                                        | 0                                         | 11                                        | 7                                         | 5                                         | 510                                       | 470                                       | 40                                        | 68                                        | 54                                        | 14                                        |
| 5.                                        | Edinburgh Rugby                           | 51                                        | 21                                        | 10                                        | 0                                         | 11                                        | 6                                         | 5                                         | 431                                       | 436                                       | -5                                        | 52                                        | 59                                        | -7                                        |
| 6.                                        | Newport Gwent Dragons                     | 26                                        | 21                                        | 5                                         | 1                                         | 15                                        | 1                                         | 3                                         | 339                                       | 599                                       | -260                                      | 37                                        | 84                                        | -47                                       |
| 7.                                        | Southern Kings                            | 22                                        | 21                                        | 2                                         | 1                                         | 18                                        | 5                                         | 7                                         | 385                                       | 735                                       | -350                                      | 54                                        | 107                                       | -53                                       |

## Fase final
| Lliguetes prèvies a semifinals | Lliguetes prèvies a semifinals | Lliguetes prèvies a semifinals |
| ------------------------------ | ------------------------------ | ------------------------------ |
| Munster Rugby                  | 15 – 13                        | Benetton Rugby Treviso         |
| Ulster Rugby                   | 21 – 13                        | Connacht Rugby                 |

| Semifinals       | Semifinals | Semifinals    |
| ---------------- | ---------- | ------------- |
| Glasgow Warriors | 50 – 20    | Ulster Rugby  |
| Leinster Rugby   | 24 – 9     | Munster Rugby |

| Final            | Final   | Final          |
| ---------------- | ------- | -------------- |
| Glasgow Warriors | 15 – 18 | Leinster Rugby |

| Campió         |
| -------------- |
| Leinster Rugby |

## Partit del millor quart lloc de les dues conferències
| Partit de classificació | Partit de classificació | Partit de classificació |
| ----------------------- | ----------------------- | ----------------------- |
| Ospreys Rugby           | 21 — 10                 | Scarlets                |